# バセット・ローク
バセット・ローク (Bassett-Lowke) は、イギリスの模型メーカー。イングランドのノーザンプトンでウェンマン・ジョセフ・バセットローク(Wenman Joseph Bassett-Lowke)によって1898年または1899年に創業された。鉄道模型や船舶模型や組み立てセットを販売した。バセットロークは自社が設計、生産した商品の通信販売を始めた。

## 概要
それまでおもちゃ的なスケールを無視した製品が主流だったが、同社が初めて「スケール」の概念を模型界に取り入れたことにより、それまでのティンプレートに飽き足らなかった愛好家達に受け入れられる。以後1960年代まで操業する。その後、コーギー社の下でブランドが復活する。同社が模型界に与えた影響は大きく、現在にまで続いている。
当初は実物同様に燃料を燃やし、発生した蒸気で走るライブスチームが主流だったが、やがて子供でも取り扱えるゼンマイ式（クロックワーク）や電気式(交流3線式)を販売するようになる。末期には船舶模型が中心となりかつての鉄道模型愛好家をやきもきさせる。ACETRAINから復刻版が販売される。
当時、新興工業国だったドイツのメルクリンやビング等のメーカーは、同社の下請けで技術を磨き、後年、発展する。当時の上流階級向けに作られた製品は、現在でもオークションで高値で取引されており、妥協を排したつくりは、時代を超えて高い評価を得ている。
日本国内では長野県軽井沢のトイ・ミュージアムや栃木県壬生町のおもちゃのまちにあるバンダイミュージアムで見る事ができる。

## 歴史
バセットロークはノーザンプトンのトワイニング・モデルズ(Twining Models)やWintringham'sのように製造と販売を手がける会社で鉄道模型や長年の歴史を持つ船舶模型の製造で知られる。第一次世界大戦前と戦中には会社はバセットロークのカタログは"B M C"と書かれていた。インターネットの販売会社は"Birmingham Metal Company" または "Brighten Metal Company"と認識して混乱が生じた。 
バセットロークとBMCの協業でタグボート、輸送船、ロイヤルヨット、を含むイギリス海軍の全ての艦船が1885年から1916年の間に模型化された。模型はホーローキャストの鉛で出来ていて船体にワイヤマストが入っていた。模型は塗装され番号がつけられセットになっていた。紙の旗がそれぞれのセットにあり切り離して取り付けられた。スケールはカタログ上は1インチが1800インチに相当するとなっていた。この基準は後に標準となる。全ての艦船が容易に艦橋や砲塔やマストで識別出来た。シリーズは第一次世界大戦中に中止された。おそらく金属の配給が原因だと思われる。
後に複製品がインターネットで販売される。ホーローキャストであるかによってオリジナルと識別できる。一般的に2種類の複製品がある。最初の中実の鉛の鋳造品はワイヤーマストが無く、底に多数の内接している。2番目はポットメタル製でオリジナルのセットからKing Edward VII, Lord Nelson と Swiftsureの3つのクラスが複製された。第二次世界大戦中、木とワイヤー製の船舶模型は1/1250スケールでバッセットロークから軍事契約で提供された。初期のBMCの模型は精密で高値がついている。
1905年、15インチゲージのライブスチームを発売した。その後、2番ゲージ、1番ゲージ、Oゲージを発売する。
1905年、最初の15インチゲージの蒸気機関車である"Little Giant"はEaton Hall鉄道で試運転された。それだけではなく、ブラックプールの公共小型鉄道向けに作られた他の幹線用機関車の模型も入線した。1/4スケールの車輪配置4-4-2のアトランティック型テンダー式機関車は複製では無く、特定のプロトタイプは無かった。この機関車は今でも個人が所有している。
1914年、バセットロークはStaughton Manorの私設鉄道向けに、2番目の軸配置が4-6-2の機関車John Anthonyを製造した。実際には運ばれず、Eaton　Hallに第一次世界大戦が終結するまで保管された。戦後、Ravenglass and Eskdale鉄道に Colossusと再命名して売却された。それは1927年に解体された。Ravenglass and Eskdale鉄道はバセットロークから同様のアトランティック型のSans Pareilを購入した。
1920年代、バセットロークOOゲージの販売に進出した。会社は注文製作の鉄道を請け負っていた。その中のレイアウトの一つであるイングランドの改良されたベコンスコット模型村が現存する。
バセットロークの凋落は、1950年代末に二つの要因により始まった。一つは人々が無料のカタログで、より安価な類似の商品を買う様になったこと、もう一つは1950年代末から1960年代にかけて興味深い技術玩具が凋落したことである。バセットロークの凋落は、アメリカの競合であるA. C. Gilbert Companyとライオネルの鏡写しである。会社は1964年には、同社の小売販売を中止し、ロンドンのHigh Holbornを含む販売店をBeattiesへ売却した。バセットロークは1965年に廃業した。
1966年、会社はMessrs Riley and Derryによって買収され、1980年代末にノーザンプトンのNigel Turnerの手に渡った。1993年にショートラン、ホワイトメタル模型で名前が復活した。これらにはBurrell型のトラクションエンジンや、Clayton Undertypeの蒸気動車やBurrell型の蒸気ローラーとロンドンB型バスも含まれる。名前は1996年コーギーにより買収されOゲージのライブスチームに使用される。現在は2008年にコーギーがホーンビィーの傘下に入ったことにより同社の元でブランドが存続している。

## 創業者
ウェンマン・ジョセフ・バセットロークWenman Joseph Bassett-Lowke (1877年12月27日ノーザンプトン - 1953年10月21日)はノーザンプトンのボイラー工であるJoseph Bassettと彼の妻の Elizaの息子で組み立てセットや鉄道模型、船舶模型等を生産したバセット・ロークを創業した人物である。彼はFlorence Jane Jones(1886年5月9日-1973年2月8日)と1917年3月21日に結婚した。